# Спілка соціалістичної молоді

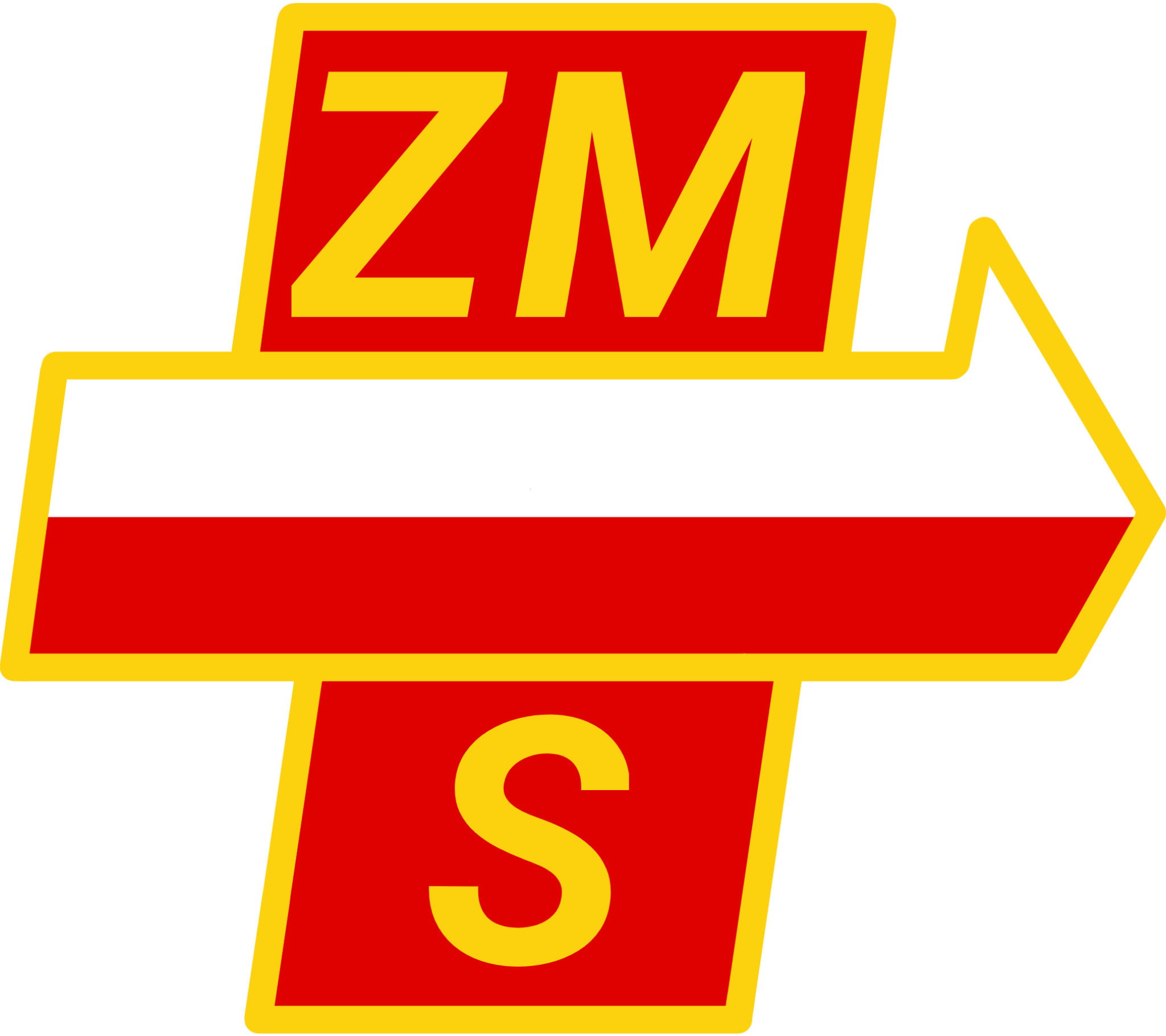
Емблема ССМ

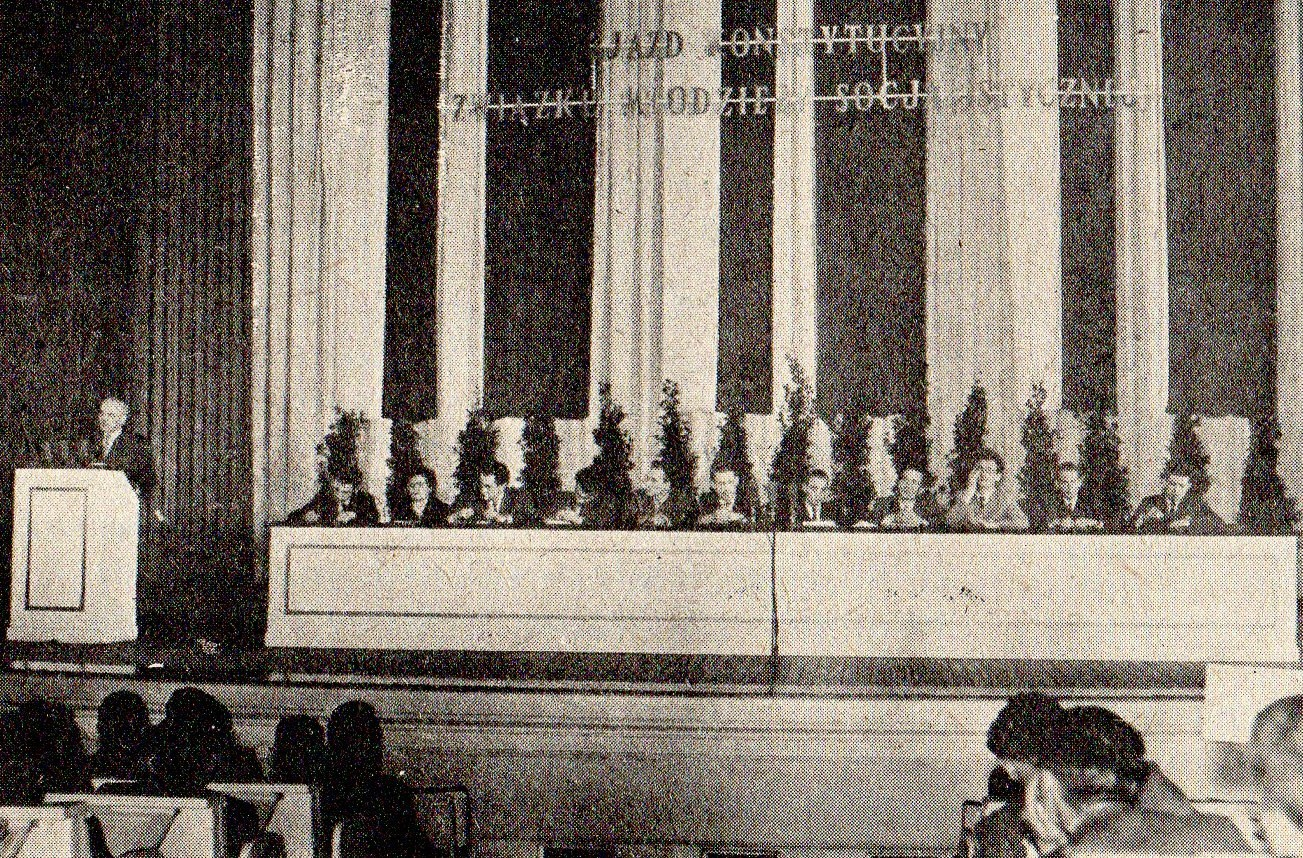
Конституційний з'їзд ССМ 1957р

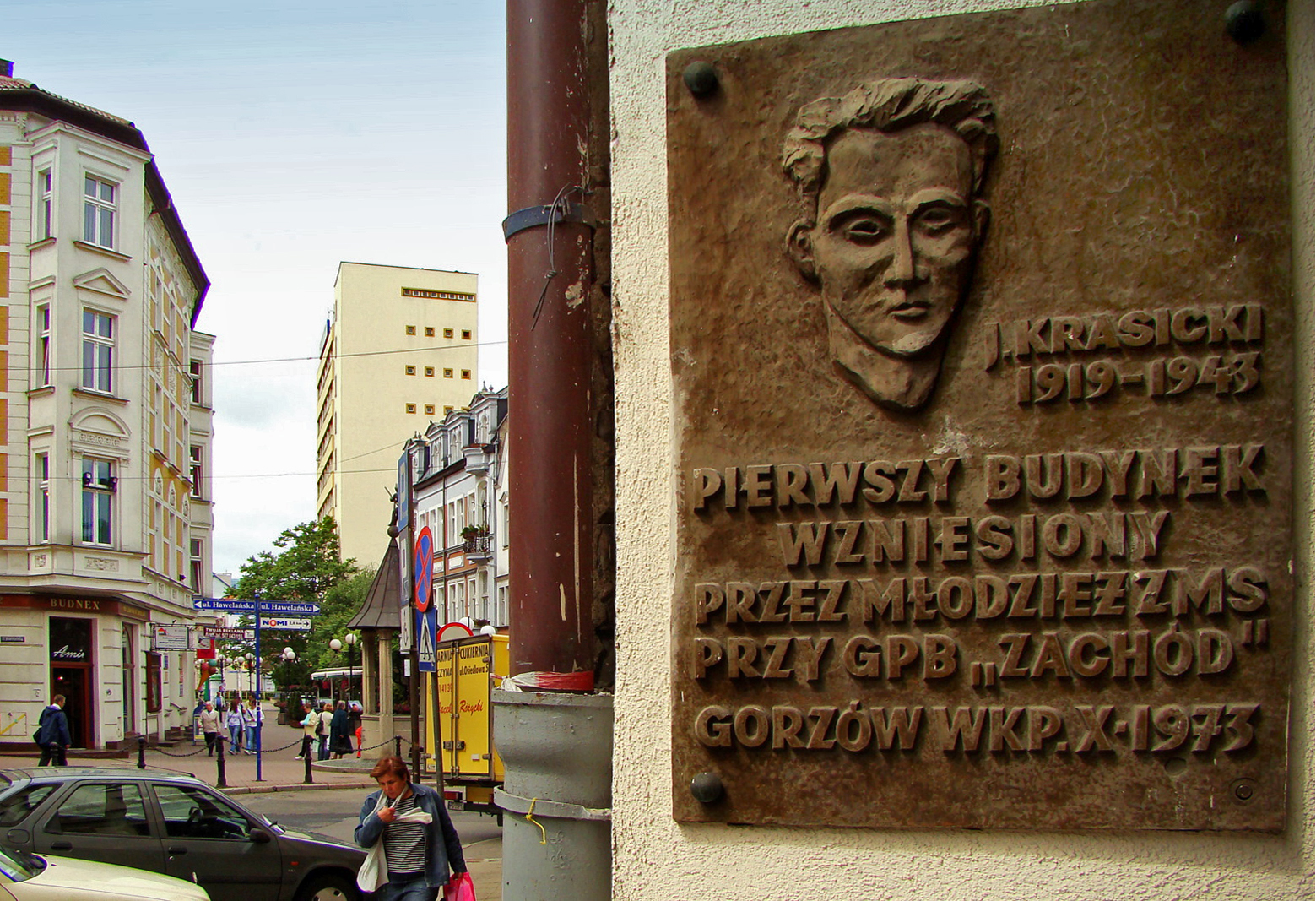
Меценат ССМ на пам'ятній дошці

Соціалістичний союз молоді (ССМ) — молодіжна організація, яку було створено 3 січня 1957 у Варшаві шляхом об'єднання Революційного союзу молоді та Союзу робітничої молоді.

## Історія
З грудня 1957 ССМ ідеологічно, політично та організаційно підпорядковувалася ПОРП.
Основною метою діяльності ССМ була підготовка її учасників до вступу до лав Польської об'єднаної робітничої партії. Як і сталінська організація «Спілка польської молоді», що існувала раніше, ССМ прагнула збільшити чисельність організації, використовуючи масові форми вербування нових членів, що межували з примусом. У 1976 році ССМ виступив ініціатором створення СММП, заснуванням якого закінчилася діяльність ССМ.
СММ у 1957 році мала 70 тис. членів, 1960-го року — 370 тис., 1964-го — 800 тис., а 1975-го — 1,2 млн.

## Очільники[1]
- Юзеф Ленарт (3 січня 1957 — 21 березня 1957)
- Маріан Ренке (21 березня 1957 — 17 грудня 1964)
- Станіслав Гасяк (19 грудня 1964 — 24 лютого 1967)
- Анджей Жабінський (24 лютого 1967 — 31 січня 1972)
- Богдан Валігорський (31 січня 1972 — 26 травня 1975)
- Кшиштоф Требацкевич (26 травня 1975—1976)

## Виноски
1. ↑  , Mirosław Szumiło, "Szefowie młodzieżówki komunistycznej w Polsce 1944–1990"